# Trilogie Chaos
Trilogie Chaos (anglicky Chaos Walking) je sci-fi dystopická trilogie napsaná americkým spisovatelem Patrickem Nessem v letech 2008–2010. Příběh je umístěn na kolonizované planetě Nový svět, kde jsou volně slyšet myšlenky všech mužů a zvířat.
Série tří románů vypráví příběh dvou dětí, Todda Hewitta a Violy Eadové. Ti v první díle pojmenovaném Hlas nože (2008) společně prchají před armádou z Prentisstownu, která postupně dobývá celý Nový svět. Ve druhém díle, který je nazván Temný ráj (2009), vypukne občanská válka mezi stoupenci prezidenta Prentisse a vzbouřenci, kteří si přezdívají Odpověď. V posledním třetím díle, Válce Hluku (2010), se rozpoutá závěrečná bitva mezi lidmi a domorodými obyvateli planety, Sádráky. K Trilogii Chaos vydal Patrick Ness tři krátké povídky, které jsou k dispozici online. V březnu roku 2019 by měla mít v kinech premiéru filmová adaptace prvního dílu v hlavní roli s Tomem Hollandem (Todd Hewitt) a Daisy Ridley (Viola Eade).
První díl série je vyprávěn v ich-formě z pohledu Todda. Druhý díl je vyprávěn jak z pohledu Todda, tak i z pohledu Violy a ve třetí knize přibývá i pohled Sádráka jménem Návrat.

## Díly
- Hlas nože (Walker, 2008; česky Jota, 2011)
- Temný ráj (Walker, 2009; česky Jota, 2011)
- Válka Hluku (Walker, 2010; česky Jota, 2012)

### Krátké povídky
První krátkou povídku, která je prequelem k Hlasu nože, The New World, Patrick Ness uvolnil volně ke stažení 29. června 2009. Další dvě povídky, The Wide, Wide Sea a Snowscape, byly zveřejněny v květnu 2013. První povídku, The New World je doporučeno přečíst po prvním díle trilogie, Hlasu nože. The Wide, Wide Sea by se měl přečíst po Temném ráji a Snowscape po Válce Hluku.

## Prostředí
Příběh je umístěn na planetě Nový svět, která je kolonizována skupinkou osadníků, kteří sem přiletěli před 23 lety ze Starého světa. V Novém světě žijí i domorodí obyvatelé, kterým lidé říkají Sádráci. Ti se ovšem lidem z důvodu minulých válek s nimi vyhýbají. Na Novém světě, který obíhají dva měsíce, trvá jeden rok třináct měsíců. Na planetě je také Hluk, což jsou myšlenky všech mužů, Sádráků a zvířat, které se volně rozlévají do prostoru. Lidské ženy jsou jediné, kteří svůj vlastní hluk nemají, mohou ovšem slyšet hluk ostatních.

### Prentisstown
Prentisstown je malé izolované městečko, které od zbytku Nového světa odděluje velký močál. Starostou Prentisstownu, který čítá 146 mužů a jednoho chlapce, je David Prentiss. Ten má plány na ovládnutí celého Nového světa a rozpoutání další války se Sádráky. Ke svému plánu se mu povede strhnout i většinu obyvatel města a těch, kteří s ním nesouhlasí se potají zbaví.

### Haven
Haven je největší, nejstarší a zároveň nejmodernější město Nového světa. Haven bylo jediné město, které mohlo zastavit prentisstownskou armádu, vzdalo se ovšem bez boje a tak bylo získáno Davidem Prentissem. Ten Haven přejmenoval na Nový Prentisstown a prohlásil se prezidentem Nového světa. V Havenu také drží Sádráky jako otroky, kteří jsou pak všichni až na Sádráka jménem 1017 zabiti při teroristickém útoku. To rozpoutá druhou válku se Sádráky, po které toužil Prentiss.

## Hlavní postavy
- Todd Hewitt: Hlavní postava série. Jeho otec i matka zemřeli, když byl ještě malé dítě a tak se ho ujali adoptivní rodiče, Ben a Cillian. Během trilogie musí čelit těžkým morálním rozhodnutím a je znám jako "chlapec, který nedokáže zabít." Sádráky je přezdíván "Nůž."
- Viola Eadová: Hlavní postava série. Na Nový svět přiletěla se svými rodiči v průzkumné lodi. Měli za úkol vybrat vhodné místo pro přistání nových osadníků. Během sestupu na zem se ovšem něco porouchalo a její rodiče přišli o život během havárie.
- Manchee: Toddův pes, který ho dostal jako dárek k narozeninám od Cilliana. Stejně jako ostatní zvířata v Novém světě, i on má svůj Hluk.
- Ben Moore: Jeden ze dvou Toddových adoptivních rodičů. Stává se prostředníkem mezi lidmi a Sádráky, kteří mu přezdívají "Zdroj."
- 1017/Návrat: Sádrák, který jako jediný přežil vyvraždění Sádráků v Havenu. Později se stává Nebem, vůdcem všech Sádráků.
- David Prentiss starší: Starosta Prentisstownu a později prezident Nového světa. Přišel na to, jak s pomocí Hluku ovládat ostatní muže, čehož využívá k uskutečnění svých plánů.
- Nicola Coylová: Vůdkyně Odpovědi, povstání proti starostovi Prentissovi. Přestože si to sama nepřiznává, stejně jako Prentiss je schopná udělat cokoliv, aby dosáhla svých cílů.
- David "Davy" Prentiss mladší: Syn starosty Prentisse, který je přibližně o dva roky starší než Todd. Touží po otcově uznání.

## Filmová adaptace
V roce 2011 koupila společnost Lions Gate Entertainment práva na zfilmování série. První díl by měl mít premiéru v březnu 2019 a v hlavní roli by se měli objevit Tom Holland (Todd Hewitt) a Daisy Ridley (Viola Eade). Režisérem bude Doug Liman a jako producenti se na něm budou podílet Allison Shearmur a Doug Davison. Scénář dostali na starost Patrick Ness, Charlie Kaufman a John Lee Hancock.